# 黃天麟

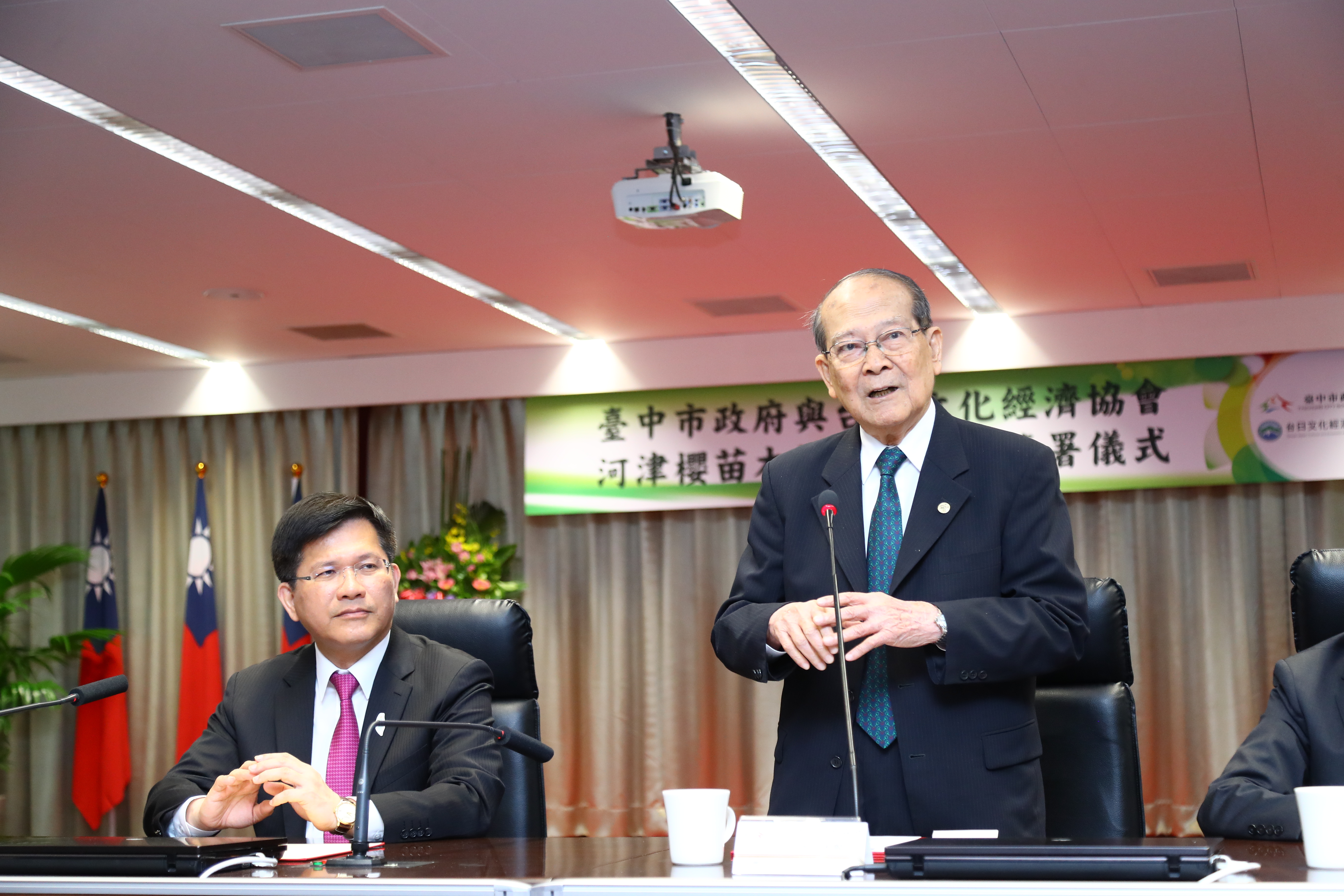
林佳龍（左）與黃天麟（右）

黃天麟（1929年—2021年5月19日），生於日治台灣澎湖廳，台灣銀行家，曾任第一商業銀行董事長、中華民國國家安全會議諮詢委員與總統府國策顧問。

## 生平
1953年於國立台灣大學經濟學系取得學士學位，同年公務人員高等考試財政金融人員考試及格。1954年進入臺灣第一商業銀行擔任分行辦事員，由基層行員開始，一路晉升至總經理與董事長職位。期間曾赴美國哥倫比亞大學商學院研究進修一年。於1967年，負責建立第一銀行國外部，為台灣本土銀行首次開辦外匯業務。
1996年，因為看到台灣對中國大陸投資增加，擔心造成台灣經濟邊緣化，主張對中國大陸投資應有限制，向中華民國總統李登輝提出建言，成為戒急用忍政策的開端。
黃天麟卸任第一銀行董事長後，在李登輝總統邀請下，出任國家安全會議諮詢委員。在陳水扁總統任期中，任國策顧問七年。在蔡英文當選總統後，再度出任國策顧問。
民主進步黨新潮流系對抗許信良和陳水扁的大膽西進或積極開放，並取代戒急用忍，主導民進黨形成「強本西進」共識；黃天麟因此對前民進黨中央黨部公共政策研究中心幹事蔡百銓說，「新潮流是無間道，統派混進獨派」。2008年1月4日，對於台灣團結聯盟遭攻擊「違背本土路線」，黃天麟反批，民進黨在經濟上走向和中國大陸經濟統合，才是真正偏離本土路線；台聯才是真正的本土政黨。
2021年3月，台灣金融研訓院出版黃天麟口述自傳《金融鬥士：黃天麟與台灣金融業的五十年－戒急用忍政策與台灣永續發展之追求》。同年5月19日，黃天麟因器官衰竭病逝於台大醫院，享耆壽92歲。

## 榮譽

### 外国勋章奖章
- 旭日中绶章（日本，2017年4月29日公布[5]）

### 褒揚令
2021年11月27日，黃天麟家屬與第一銀行在台灣金融研訓院舉行追思會，總統蔡英文親赴緬懷並頒贈褒揚令，由遺孀陳雪蓮代表接受。總統府資政暨台杉投資董事長吳榮義、台灣銀行董事長呂桔誠、財信傳媒董事長謝金河、第一金控董事長邱月琴、中央銀行總裁楊金龍、財政部部長蘇建榮與自由時報副社長陳進榮等也都到場緬懷。褒揚令全文如下：

總統府前國策顧問、第一商業銀行前董事長黃天麟，高華遠度，弘敏端醇。少歲卒業國立臺灣大學經濟學系，遄赴美國哥倫比亞大學研修，摶心揖志，黽勉礪砥。歷任第一銀行國外部經理、總經理、董事長暨合作金庫總經理、國家安全會議諮詢委員、臺日文化經濟協會會長等職，力促外匯業務開辦，首設歐洲分行據點；落實民營化整備部署，推升市場競爭優勢；厚植卓異青年秀彥，增拓臺日經貿交流，殫思極慮，措置多所；改柱張絃，識見屢標。嗣籌擘基層金融研究訓練中心，精進人才素質內涵，構築養成輔導機制，新硎迭運，明效大驗。復創立財團法人第一商業銀行文教基金會，盡瘁藝文教育公益，踐履企業社會責任，協濟匡持，淑世惠群。曾獲日本天皇特頒「旭日中綬章」殊榮，睦誼揚聲，馳譽海宇。綜其生平，布建國際金融服務網絡，丕奠本土行庫發展利基，令猷訏謨，蜚英騰茂；前緒遐軌，典範聿昭。遽聞嵩齡殂殞，軫悼彌殷，應予明令褒揚，用示政府篤念耆賢之至意。

總　　　統　蔡英文　　　　

行政院院長　蘇貞昌　　　　